# Chanda Rubin
Chanda Rubin (Lafayette, Louisiana, 1976. február 18. –) amerikai teniszezőnő. 1991-ben kezdte profi pályafutását. Hét egyéni és tíz páros WTA-tornát nyert meg. Legjobb egyéni világranglista-helyezése hatodik volt, ezt 1996 áprilisában érte el.

## Eredményei Grand Slam-tornákon

### Egyéniben
| Torna           | 2006   | 2005 | 2004   | 2003   | 2002   | 2001   | 2000   | 1999   | 1998   | 1997   | 1996 | 1995   | 1994   | 1993   | 1992   | 1991   | 1990   |
| --------------- | ------ | ---- | ------ | ------ | ------ | ------ | ------ | ------ | ------ | ------ | ---- | ------ | ------ | ------ | ------ | ------ | ------ |
| Australian Open | -      | -    | 4. kör | 4. kör | -      | 1. kör | 2. kör | 4. kör | 1. kör | 4. kör | 1/2D | 2. kör | 4. kör | 1. kör | 1. kör | -      | -      |
| Roland Garros   | -      | -    | -      | 1/4D   | 4. kör | -      | 1/4D   | 2. kör | 4. kör | 2. kör | -    | 1/4D   | 1. kör | -      | 1. kör | -      | -      |
| Wimbledon       | -      | -    | 1. kör | 3. kör | 4. kör | 1. kör | 1. kör | 1. kör | 3. kör | 1. kör | -    | 3. kör | 1. kör | 2. kör | 1. kör | -      | -      |
| US Open         | 1. kör | -    | 3. kör | 1. kör | 4. kör | 3. kör | 3. kör | 1. kör | 2. kör | 1. kör | -    | 4. kör | 1. kör | 3. kör | 4. kör | 2. kör | 1. kör |

## Év végi világranglista-helyezései
| Év       | 1990 | 1991 | 1992 | 1993 | 1994 | 1995 | 1996 | 1997 | 1998 | 1999 | 2000 | 2001 | 2002 | 2003 | 2004 | 2005 | 2006 |
| Helyezés | 522. | 83.  | 83.  | 69.  | 23.  | 15.  | 12.  | 30.  | 34.  | 22.  | 13.  | 54.  | 13.  | 9.   | 53.  | 546. | 481. |